# José Macías Santana
José Macías Santana (Telde; 6 de julio de 1925 – Las Palmas de Gran Canaria, 26 de diciembre de 2016) fue un político español del Partido Popular. 

## Biografía
Nació en la ciudad de Telde el 6 de julio de 1925 en el barrio de San Gregorio. Entró en la administración pública desde el año 1945, primero como jefe de administración, ascendió a subdirector provincial del Instituto Nacional de Seguridad Social en la provincia de Las Palmas y luego como director provincial del Instituto Nacional de Prevención. Ostenta el cargo de presidente del Cabildo Insular de Gran Canaria de forma interina en 1979. Tras las elecciones del año 1983, vuelve a esta institución como consejero de Alianza Popular (AP). 
Tras ocho años en la oposición del Cabildo, en los dos mandatos del socialista Carmelo Artiles, en 1991 ascendió a la vicepresidencia de la institución tras una moción de censura de ICAN, CCN y el PP en contra del PSEO para darle la presidencia a Pedro Lezcano. Este pacto entre la derecha y la izquierda nacionalista, también en el Ayuntamiento de las Palmas de Gran Canaria, dio origen a Coalición Canaria (CC). En 1995, Macías fue elegido presidente del Cabildo y el PP quedó a un solo escaño de la mayoría absoluta, por lo que gobierna en un pacto con CC, con Juan Andrés Melián (PP) Y Carmelo Ramírez (CC) como vicepresidentes. Durante este mandato se instauró el Plan Insular de Ordenación Territorial (PIOT) y se puso la primera piedra del Estadio de Gran Canaria. Ambos proyectos de concretaron en el siguiente mandato de María Eugenia Márquez. Tras las elecciones de 1999, Macías es enviado por el PP al Parlamento de Canarias. 
Parte de la presidencia del Cabildo, Macías desarrolló su actividad política en el Senado, en el que representó la circunscripción de Gran Canaria en seis ocasiones; tras los comisiones de 1982, 1986, 1989, 2000, 2004 y 2008. Y como Diputado Nacional en la V Legislatura.
El 10 de febrero de 2011, con 85 años cumplidos, renunció al escaño en la Cámara Alta y se apartó de la vida política como presidente de honor del PP de Gran Canaria. Tras ese paso, es nombrado presidente de la Fundación Alejandro da Silva contra el Cáncer.

## Reconocimientos
En julio de 2011, se le otorgó la Gran Cruz al Mérito Aeronáutico, destacando su contribución en la modalidad de distintivo blanco. Este reconocimiento fue comunicado por el entonces Jefe del Estado Mayor del Ejército del Aire, José Jiménez Ruiz.

## Legado
Santana es honrado con un mirador en la pintoresca localidad del norte de Gran Canaria, Lomo del Rincón.

## Condecoraciones militares y civiles
- Hijo Predilecto por el Ayuntamiento de Telde [5]

- Gran Cruz del Mérito Aeronáutico con distintivo blanco